# Test de Sally et Anne

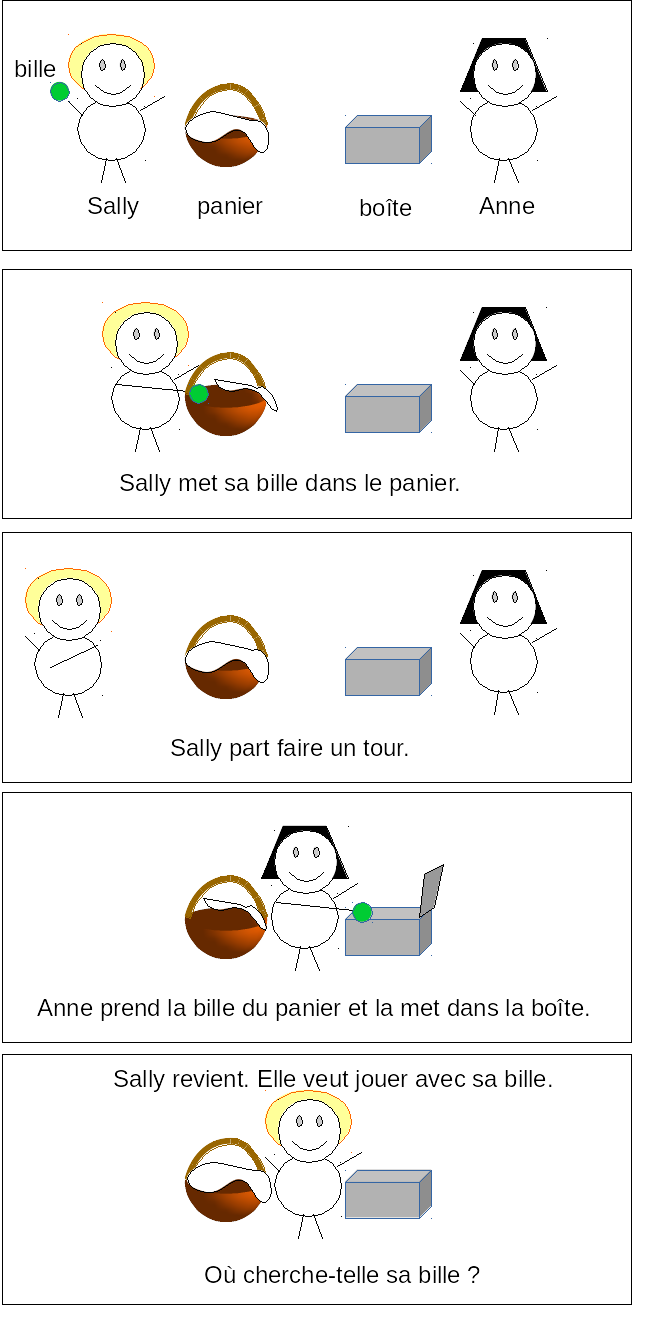
Illustration du test de Sally et Anne

Le Test de Sally et Anne (en anglais : Sally–Anne test) est un test psychologique utilisé en psychologie du développement pour évaluer en cognition sociale les aptitudes d'une personne à comprendre qu'autrui possède des états mentaux différents des siens (notion en anglais de : « false belief »). Il a été développé par Heinz Wimmer et Josef Perner en 1983.
Le test a été réalisé par Simon Baron-Cohen, Alan M. Leslie, et Uta Frith en 1985 dans une étude de la théorie de l'esprit en relation avec l'autisme. En 1988, Alan M. Leslie et Uta Frith réitèrent l'expérience avec des comédiens (plutôt que des marionnettes) et relèvent des résultats similaires.

## Description
Pour développer le test, l'équipe Baron-Cohen et al. modifie le modèle de 1983 du jeu de marionnettes de Wimmer et Perner, en remplaçant des personnages et une histoire théoriques par des personnages identifiables dans un récit. Lors du test de Sally et Anne, un spectacle de marionnettes, 61 enfants sont présents :
- 20 d'entre eux ont été diagnostiqués comme autistes d'après des critères établis ;
- 14 d'entre eux ont une Trisomie 21 ;
- 27 d'entre eux sont sans déficience sur le plan clinique[2].

Lors du test, après avoir présenté les marionnettes Sally et Anne, on demande à chaque enfant de donner les noms des personnages (Naming Question). Ensuite, commence le jeu de marionnettes.
Sally dispose d'un panier, et Anne d'une boite, Sally et Anne ont des billes à disposition. Sally prend une bille et la dépose dans son panier. Puis, Sally quitte la scène. En son absence, Anne sort la bille du panier de Sally et la cache dans sa boite. Sally réapparaît alors et l'on pose à chaque enfant la question-clef du test (Belief Question) : « Où Sally va-t-elle chercher sa bille ? » (« Where will Sally look for her marble? »).

## Démarche
Pour « réussir » le test, l'enfant doit indiquer le panier de Sally. Cette réponse est le point de vue de Sally, mais pas celui de l'enfant qui a vu la scène. Si l'enfant spectateur conserve son point de vue, il va dire que Sally pense que la bille a été déplacée. L'indicateur de réussite du test est de pouvoir concevoir que Sally a son propre point de vue. Ce point de vue diffère de la réalité.
Cette démarche est à rapprocher du développement de la théorie de l'esprit.

## Résultats
Le test de 1985 de l'équipe Baron-Cohen et al. donne les résultats suivants :
- 23 des 27 enfants sans déficience sur le plan clinique (85 %) répondent correctement ;
- 12 des 14 enfants ayant un syndrome de Down (86 %) répondent correctement ;
- 4 des 20 enfants autistes (20 %) donnent une réponse correcte ;

Les enfants de moins de 4 ans, comme la plupart des enfants autistes (plus âgés), répondent : « la boite d'Anne », ne semblant pas conscients que Sally ignore que sa bille a été déplacée.
À noter que pour que la réponse de l'enfant soit validée, l'enfant doit avoir aussi répondu correctement à deux questions subsidiaires (Control Questions) :
- « Où se trouve la bille ? » (« Where is the marble really? » — Reality Question)
- « Où était la bille au début ? » (« Where was the marble in the beginning? » — Memory Question)

afin de s'assurer que l'enfant a bien connaissance de l'emplacement actuel de la bille et le souvenir de son emplacement précédent.

## Critiques
Le test a été l'objet d'études diverses, dont celle en 2001 par Ted Ruffman, Wendy Garnham et Paul Rideout, et en 2007 par Helen Tager-Flusberg (en).

## Répercussions
Le test de Sally et Anne est associé à la théorie de l'esprit en raison de son importance dans les travaux de l'équipe Baron-Cohen et al..